# Mariana de Austria (1641-1715)
Mariana de Austria (Bruselas, 26 de julio de 1641-Madrid, 3 de septiembre de 1715) fue una religiosa española, hija ilegítima del cardenal-infante don Fernando de Austria, que profesó en el convento de las Descalzas Reales bajo el nombre de sor Mariana de la Cruz.

## Biografía
Nació en Bruselas del entonces gobernador de los Países Bajos, el cardenal-infante don Fernando y de una dama cuya identidad se desconoce.
Fue traída a España para ser criada en el convento de las Descalzas Reales de Madrid adonde llegó en 1646, con tan solo cinco años. Profesó como religiosa el 28 de marzo de 1659. Durante sus primeros años tuvo como mentora a su pariente, doña Ana Dorotea, Marquesa de Austria, monja bajo el nombre de sor Ana Dorotea de la Concepción. Posteriormente ingresaría en el convento su sobrina segunda Margarita de Austria (1650-1686), hija de su primo don Juan José de Austria, hijo de Felipe IV. Con todas ellas se perpetuó el foco de la casa de Austria en el convento.
Durante su vida religiosa mantuvo correspondencia epistolar con las reinas Mariana de Austria y Mariana de Neoburgo, así como con otros miembros de la familia real. También mantuvo correspondencia y relación con el embajador imperial en Madrid, el conde de Pötting.
Murió el día 3 de septiembre de 1715, siendo la última representante de la rama española de la casa de Austria. A su muerte, Felipe V decretó que todas las abadesas de las Descalzas Reales gozarían de la dignidad de grande de España.